# María Josefa Aguado del Olmo
María Josefa «Pepa» Aguado del Olmo és una política espanyola del Partit Popular (PP).

## Biografia
Va néixer el 18 de setembre de 1958 a San Sebastián de los Reyes.
Escollida en les municipals de 1983 regidora de l'Ajuntament de la seva ciutat natal dins de les files de la coalició entre Aliança Popular, el Partit Demòcrata Popular i la Unió Liberal, seria reelegida successivament, exercint el càrrec fins a 2003.
Candidata de la llista del PP per a les eleccions generals de 2000 per la circumscripció de Madrid, entre 2000 i 2004 va ser diputada al Congrés dels Diputats.
El 2011 es va presentar de la llista del PP per a les eleccions municipals a Madrid encapçalada per Alberto Ruiz-Gallardón, i va resultar triada regidora del consistori de la capital.
Es va presentar al lloc 39 de la candidatura popular encapçalada per Cristina Cifuentes per a les eleccions a l'Assemblea de Madrid de maig de 2015, convertint-se en diputada de la desena legislatura del Parlament regional.
Advertida de la seva imminent imputació per presumptes delictes de prevaricació, frau i malversació relatius a l'adjudicació de contractes a diverses empreses de la Trama Gürtel, va renunciar al seu escó de diputada autonòmica al maig de 2017.